# Holocneminus multiguttatus
Holocneminus multiguttatus är en spindelart som först beskrevs av Simon 1905.  Holocneminus multiguttatus ingår i släktet Holocneminus och familjen dallerspindlar. Inga underarter finns listade i Catalogue of Life.